# سفمتازول
سفمتازول (به انگلیسی: Cefmetazole) یک آنتی‌بیوتیک سفامایسینی است که معمولاً با سفالوسپورین‌های نسل دوم گروه بندی می‌شود.